# Бобровники-Мале
Бобровни́ки-Ма́ле (пол. Bobrowniki Małe) — село в Польше, находящееся в гмине Вежхославице Тарнувского повета Малопольского воеводства.

## География
Бобровники-Мале находятся в 8 км от города Тарнув и в 69 км от Кракова.

## История
Первые сведения о селе Бобровники-Мале относятся к 1487 году. В 1536 году село принадлежало Якубу Филиповскому. В 1581 году село перешло в собственность шляхетского рода Щепановских. В конце XIX века селом владела Мария Потулецкая из рода Гусажевских.
В июле 1944 года в селе действовал отряд Армии крайовой, состоявший из местных жителей. Этот отряд принимал участие в одном из этапов операции «Мост III». В обязанности этого отряда входила доставка компонентов ракеты Фау-2 из Тарнува в Боровники-Мале, откуда они были переданы в отделение АК в Радлове.
С 1975 по 1998 год село входило в Тарнувское воеводство.

## Достопримечательности
- Воинское захоронение времён Первой мировой войны.